# Червлённая-Узловая
Червлённая-Узлова́я (или Червлённо-Узловая) — станица в Шелковском районе Чеченской Республики. Образует Червлённо-Узловское сельское поселение.

## География
Расположена на левом берегу реки Терек, на юго-западе от райцентра станицы Шелковской. Станица находится в излучине Терека, на некотором отдалении от берегов реки, окружённая со всех сторон лесным массивом (за исключением северной и северо-восточной окраины). К северу от Червлённой-Узловой проходит несколько оросительных каналов (самый крупный из них — канал Наурско-Шелковская ветвь). За ними, дальше на север, начинается полупустынная зона.
На противоположном берегу Терека, южнее и юго-западнее, возвышается Терский хребет (полоска низменного правого берега на этом участке крайне узкая), среди значительных вершин здесь — гора Карах (336,2 м), расположена к юго-западу от станицы. На востоке и юго-востоке правый берег Терека преимущественно низменный, это район устья Сунжи.
Ближайшие населённые пункты: на севере — село Ораз-Аул, на северо-западе — станица Червлённая (на левом берегу Терека) и село Виноградное (на правом берегу Терека), на северо-востоке — станицы Новощедринская и Старощедринская, на юго-западе — станица Петропавловская, на юге — станица Ильиновская (обе станицы — на правом берегу Терека, за Терским хребтом, в долине Сунжи), на юго-востоке — село Дарбанхи, на востоке — село Брагуны (оба села — на правом берегу Терека, в низменной пойме).

## Население
| 1926  | 1990  | 2002  | 2010  | 2012  | 2013  | 2014  |
| ----- | ----- | ----- | ----- | ----- | ----- | ----- |
| 137   | ↗958  | ↗1328 | ↘1244 | ↗1288 | ↗1310 | ↗1318 |
| 2015  | 2016  | 2017  | 2018  | 2019  | 2020  | 2021  |
| ↗1342 | ↗1363 | ↗1398 | ↗1405 | ↘1387 | ↗1389 | ↗1503 |
| 2023  | 2024  |       |       |       |       |       |
| →1503 | ↗1592 |       |       |       |       |       |

На 1 января 1990 года в посёлке при железнодорожной станции Червлённая Узловая, который образовывал Железнодорожный сельсовет, будучи единственным населённым пунктом в его составе, было 958 человек наличного населения. По данным переписи 2002 года, в станице проживало 1328 человек, 67 % населения составляли чеченцы.
Национальный состав населения станицы по данным Всероссийской переписи населения 2010 года:
| Народ   | Численность, чел. | Доля от всего населения, % |
| ------- | ----------------- | -------------------------- |
| чеченцы | 1137              | 91,40 %                    |
| кумыки  | 53                | 4,26 %                     |
| русские | 42                | 3,38 %                     |
| другие  | 12                | 0,96 %                     |
| всего   | 1244              | 100,00 %                   |

## Транспорт
В станице находится железнодорожная станция Червлённая‑Узловая Северо-Кавказской железной дороги; вместе с находящимся в 2 километрах восточнее разъездом 2 км и расположенным в 4 километрах юго-восточнее, сразу за железнодорожным мостом через Терек, постом 169 км станция образует крупный узел железных дорог (линии на Гудермес, Кизляр и Прохладный).
Автомобильная дорога Р262 Ставрополь—Крайновка проходит значительно севернее населённого пункта, от трассы в сторону Червлённой-Узловой отходит лишь одна тупиковая автодорога.

## Галерея

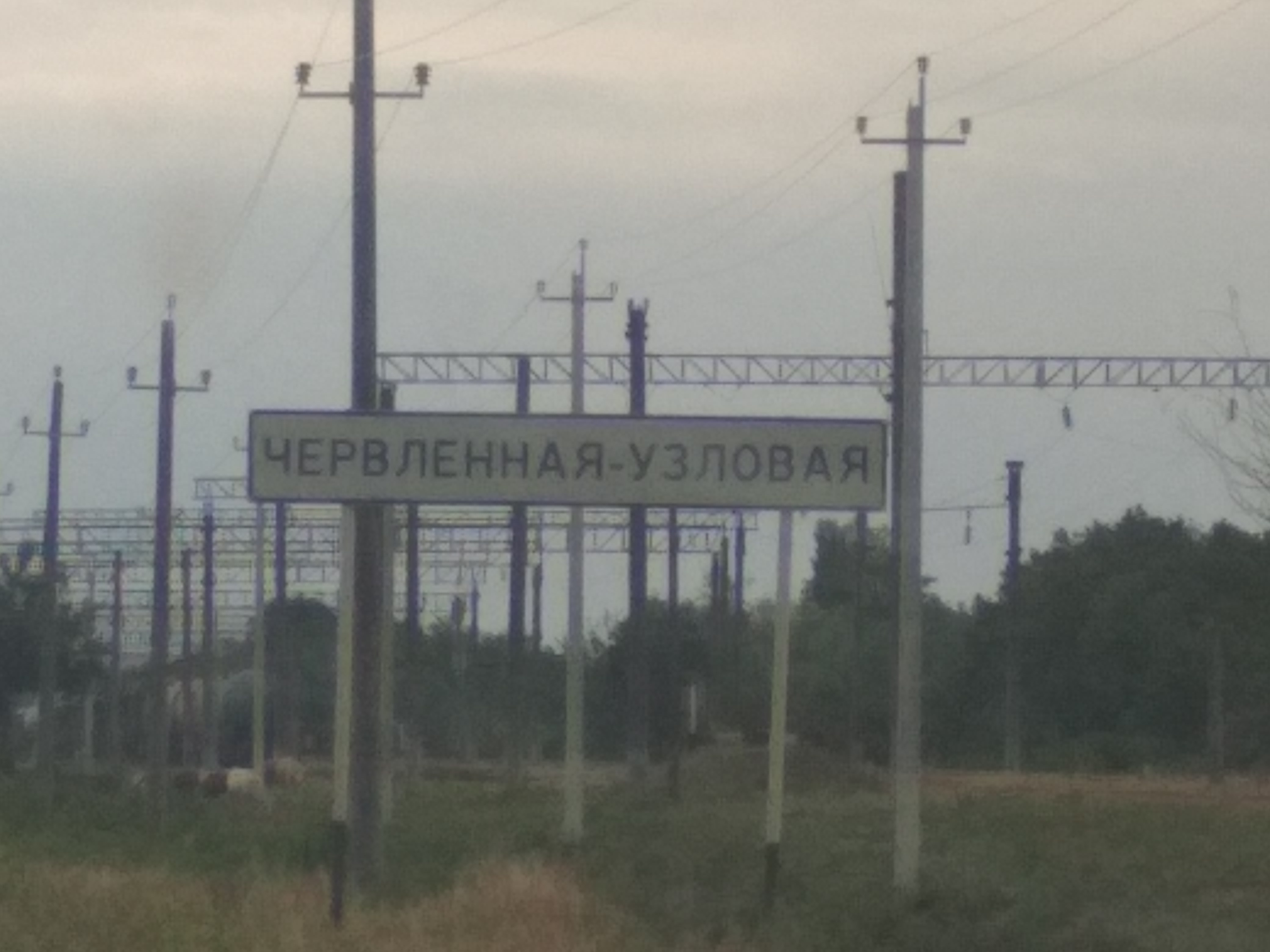
Указатель «Червлённая-Узловая»
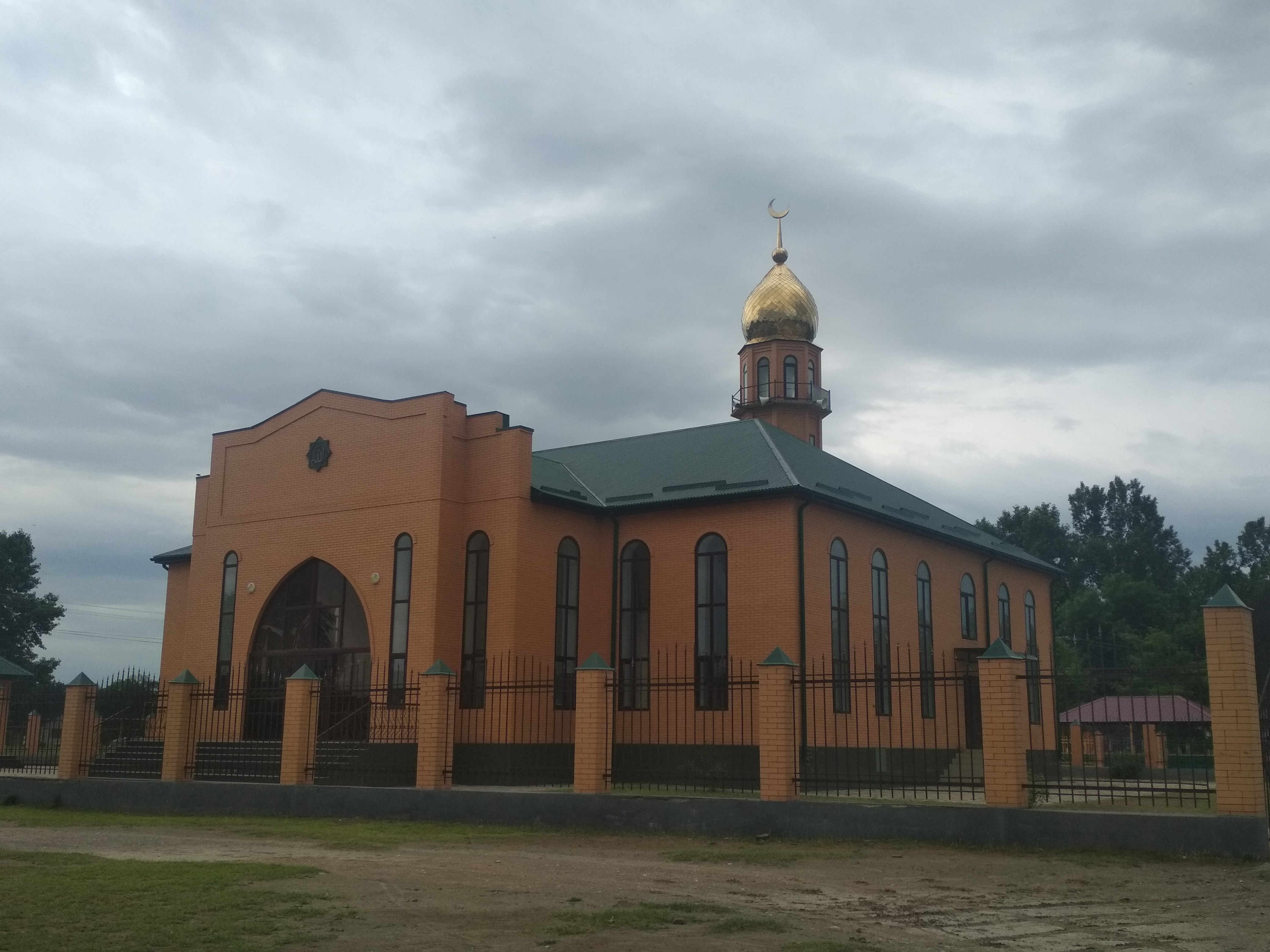
Мечеть в станице
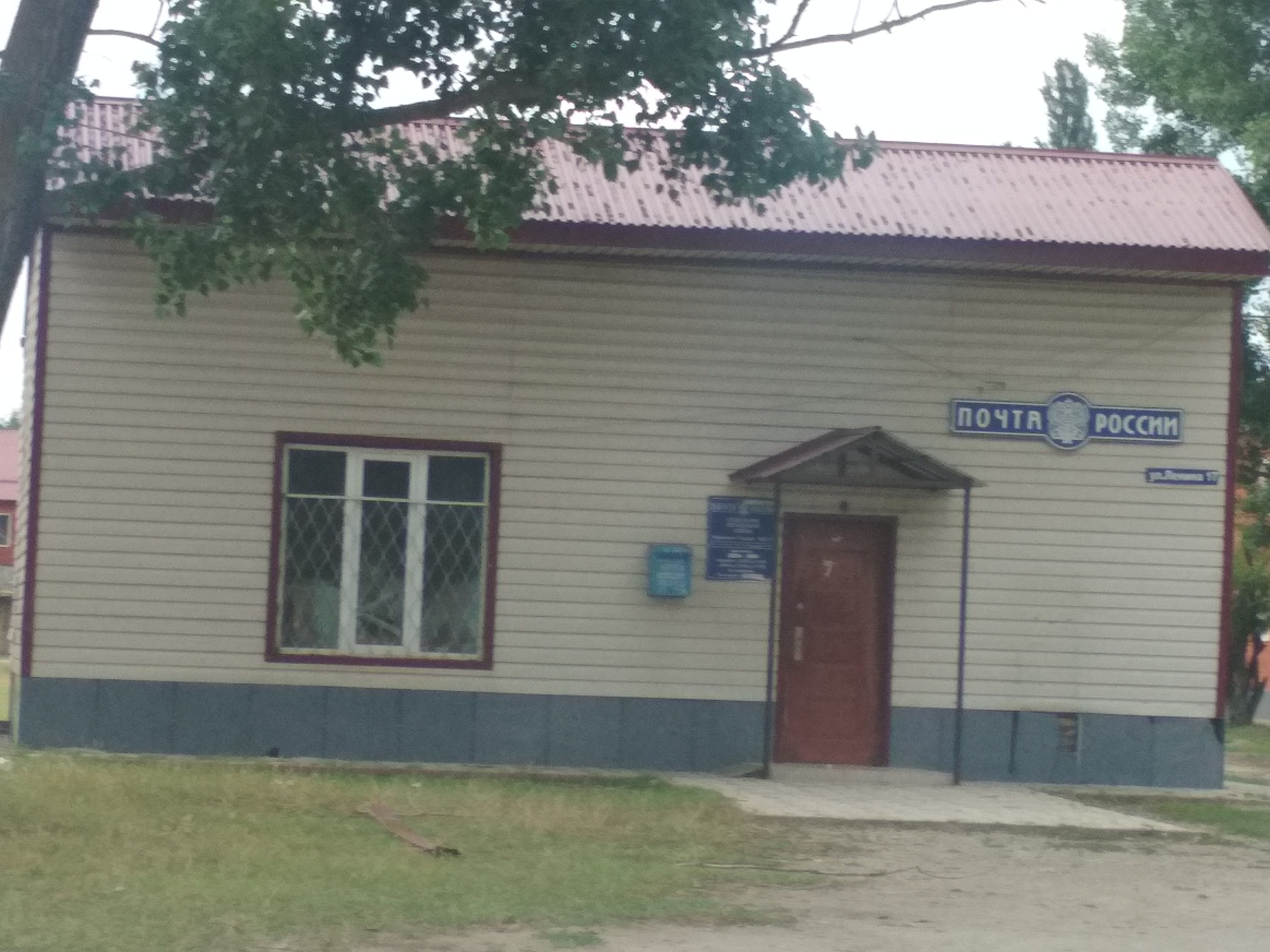
Почта
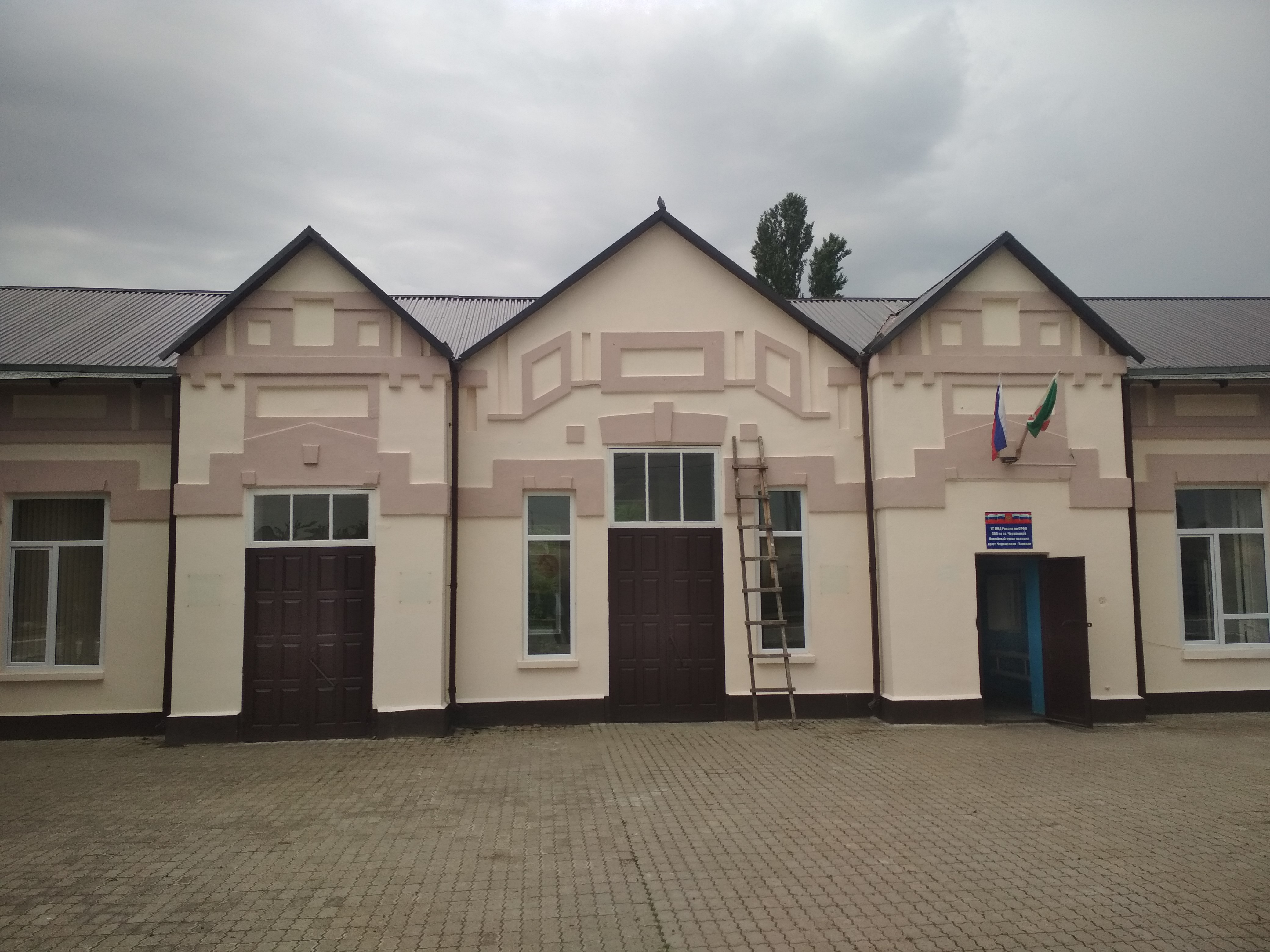
Железнодорожная станция
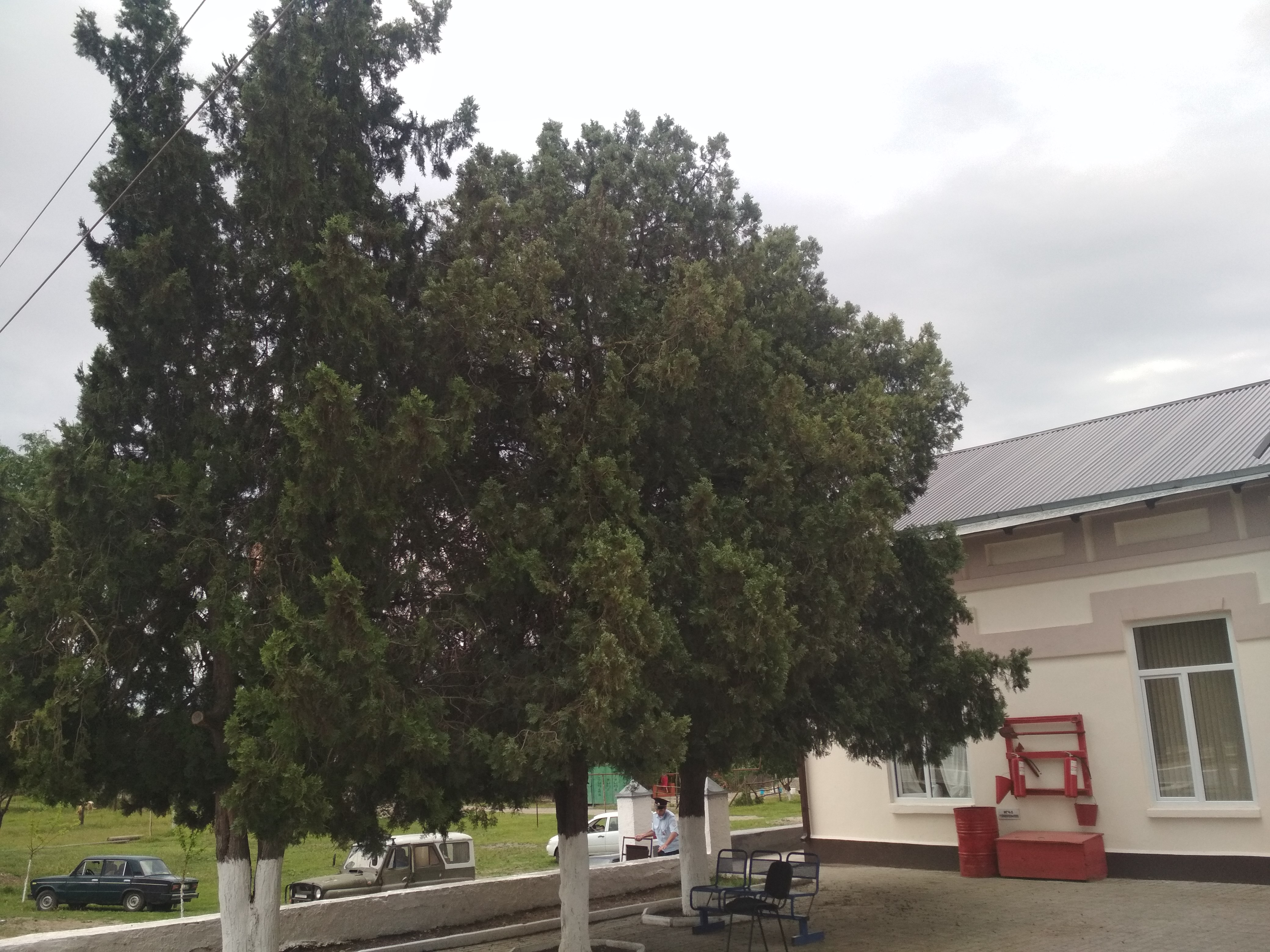
Платформа ожидания на станции
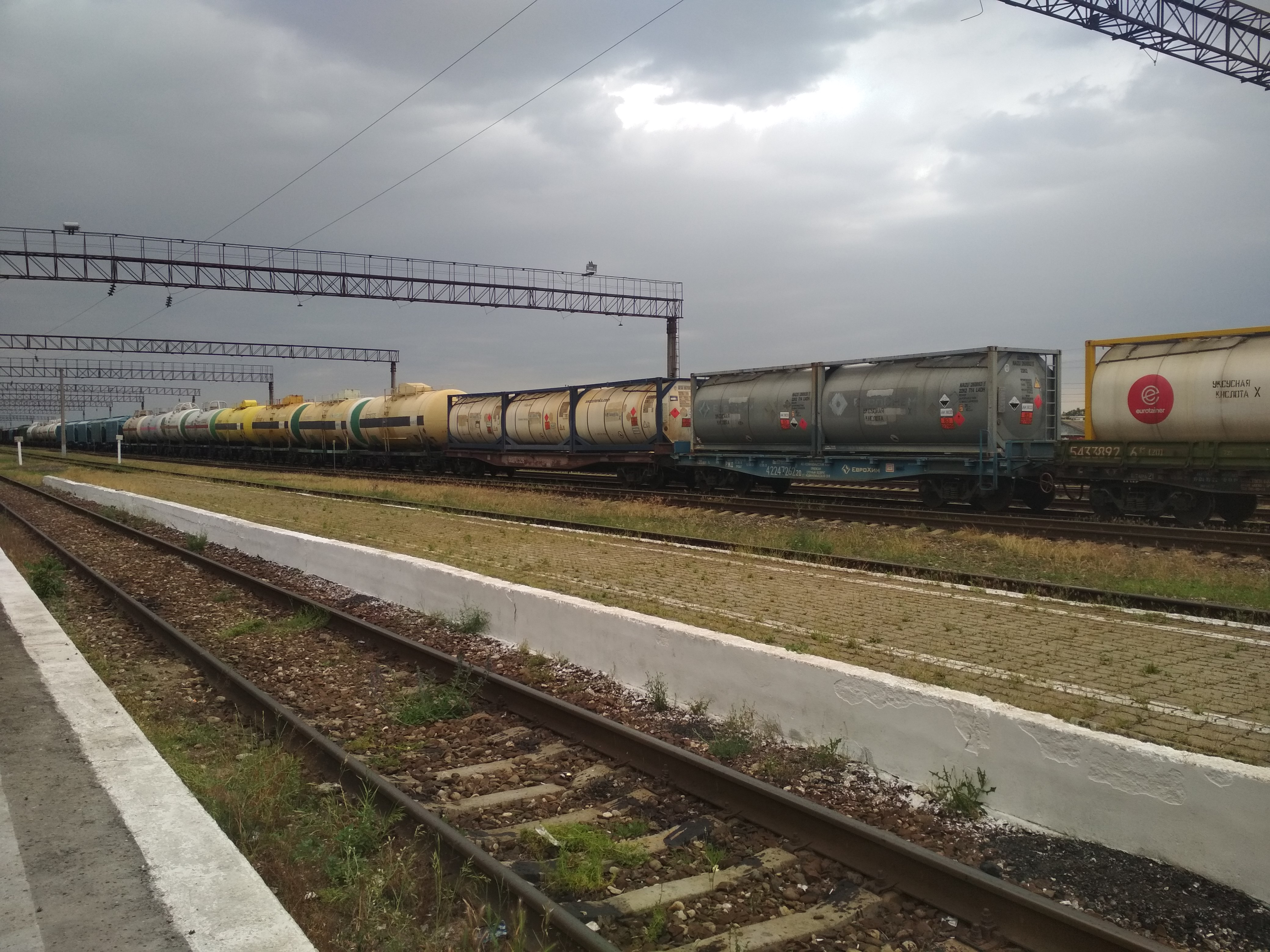
Железная дорога
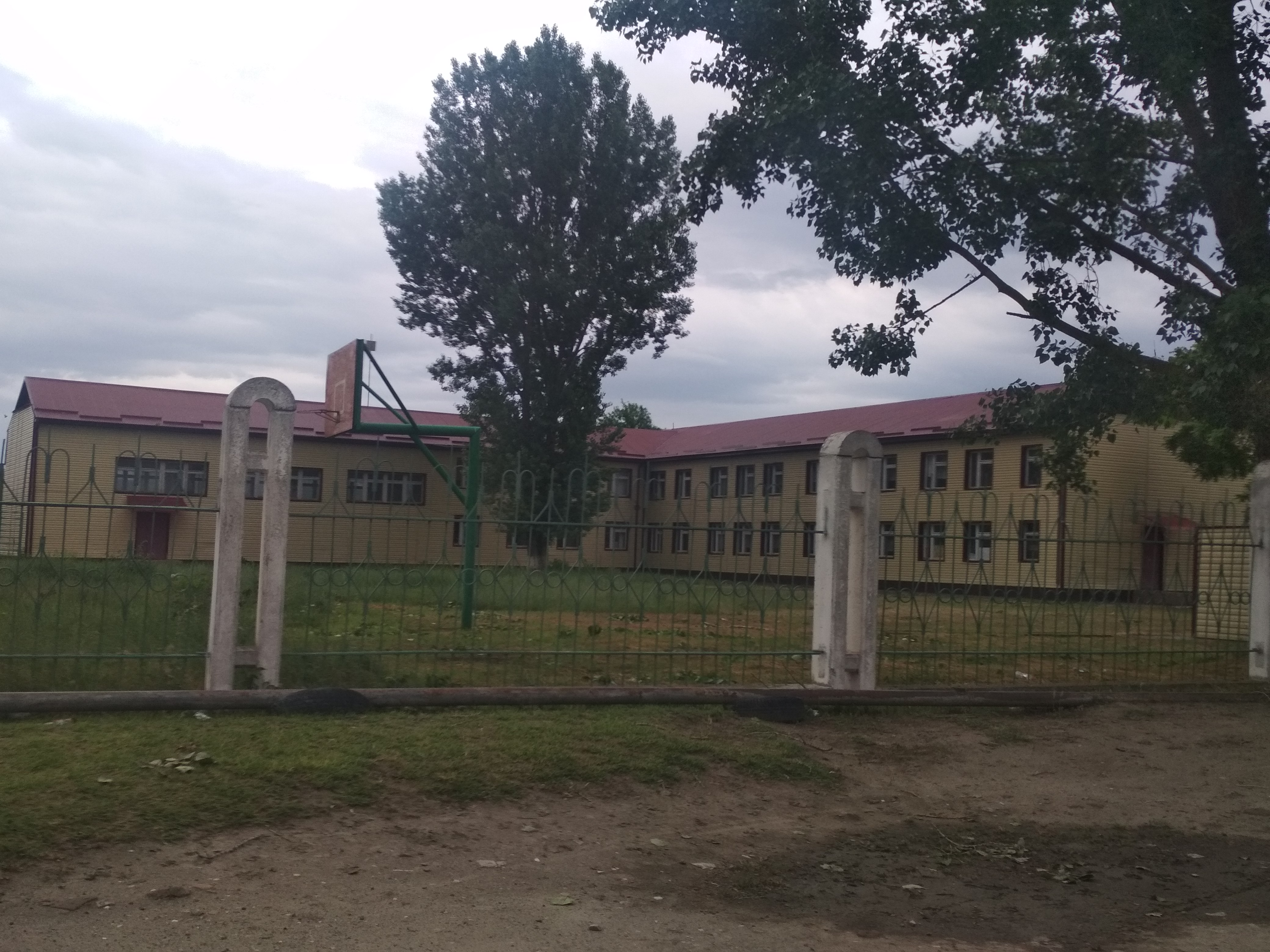
Средняя школа
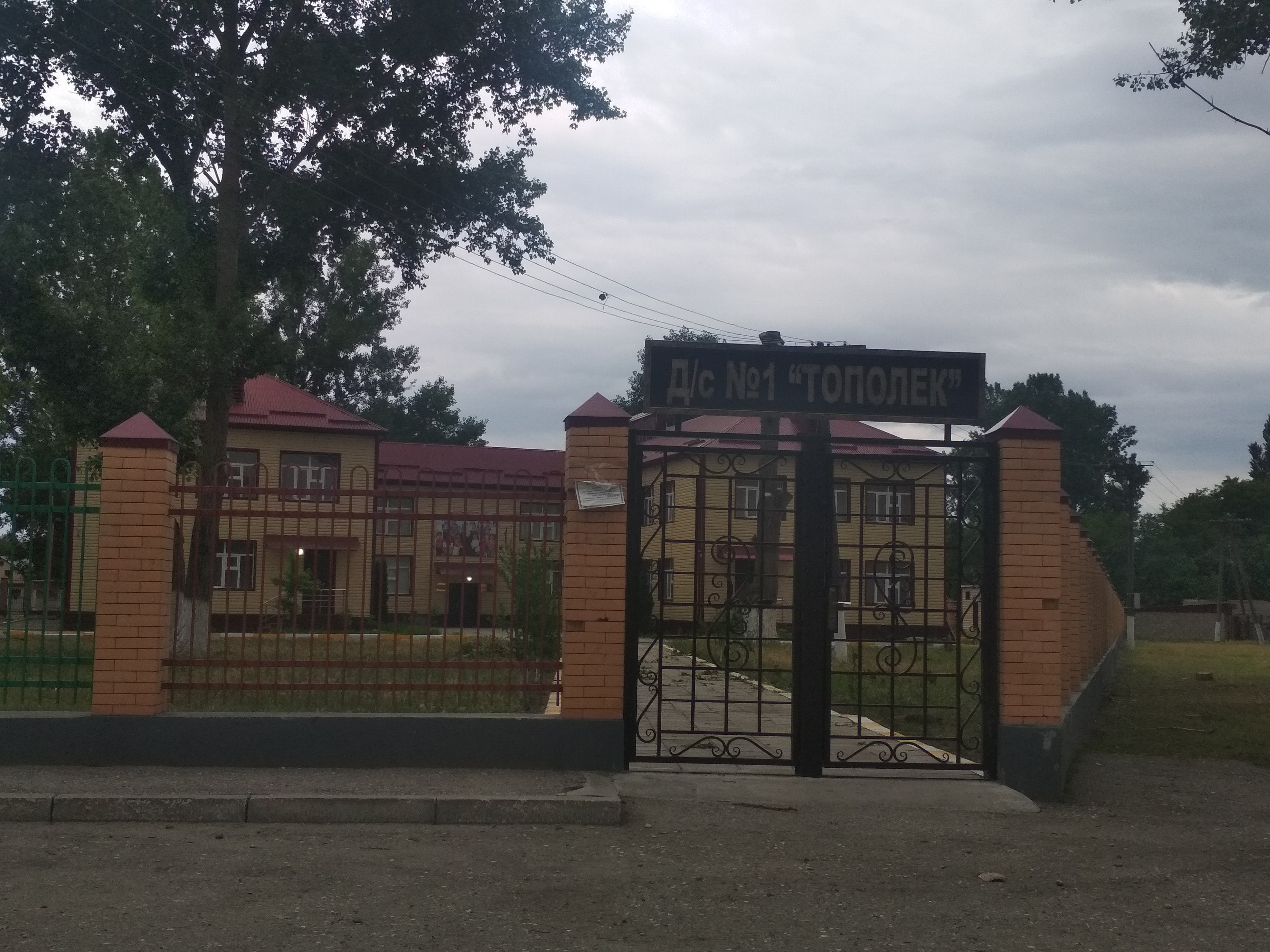
Детский сад «Тополёк»